# Рим
Рим (итал. Roma) је главни град Италије. Такође је главни град регије Лацио, центар Метрополитанског града Рима и посебна општина под називом Comune di Roma Capitale. Са 2.860.009 становника на 1.285 km², Рим је најнасељенија општина у земљи и трећи најнасељенији град у Европској унији по броју становника унутар градских граница. Метрополитански град Рим, са популацијом од 4.355.725 становника, је најнасељенији градски град у Италији. Рим се налази у централно-западном делу италијанског полуострва, у оквиру Лација, уз обале Тибра. Ватикан (најмања држава на свету) је независна држава унутар градских граница Рима, једини постојећи пример државе у граду. Рим се често назива градом седам брда због свог географског положаја, као и „вечним градом“. Генерално се сматра „колевком западне цивилизације и хришћанске културе“, и центром Католичке цркве.
Док римска митологија датира оснивање Рима око 753. године пре нове ере, ово место је било насељено много дуже, што га чини великим људским насељем скоро три миленијума и једним од најстаријих градова у Европи који су непрекидно окупирани. Рано становништво града потиче од мешавине Латина, Етрураца и Сабињана. На крају, град је сукцесивно постао престоница Римског краљевства, Римске републике и Римског царства, и многи га сматрају првим царским градом и метрополом. Први пут га је назвао Вечни град (лат. Urbs Aeterna) римски песник Тибул, у 1. веку пре нове ере, а израз су преузели и Овидије, Вергилије и Ливије. Рим се назива и Престоницом света (лат. Caput Mundi).
Након пада Римског царства на западу, које је означило почетак средњег века, Рим је полако потпадао под политичку контролу папства, да би у 8. веку постао престоница Папске државе, која је трајала до 1870. године. Почевши од ренесансе, скоро све папе од Николе V (1447–1455) су спроводиле кохерентан архитектонски и урбанистички програм током четири стотине година, са циљем да град постане уметнички и културни центар света. На тај начин, Рим је прво постао један од главних центара ренесансе, а затим је постао родно место и барокног стила и неокласицизма.Познати уметници, сликари, вајари и архитекте учинили су Рим средиштем својих активности, стварајући ремек-дела широм града. Рим је 1871. постао главни град Краљевине Италије, која је 1946. године постала република Италија.
Рим је 2019. године био 14. најпосећенији град на свету, са 10,1 милион туриста и најпопуларнија туристичка дестинација у Италији. Његов историјски центар је Унеско уврстио на листу светске баштине. Град домаћин Летњих олимпијских игара 1960, Рим је такође седиште неколико специјализованих агенција Уједињених нација, као што су Организација за храну и пољопривреду, Светски програм за храну и Међународни фонд за пољопривредни развој. Град је такође домаћин Секретаријата Парламентарне скупштине Уније за Медитеран, као и седишта многих међународних предузећа, као што су Eni, Enel, TIM, Leonardo S.p.A. и националних и међународних банака као што су Unicredit и BNL. Римска пословна четврт ЕУР је дом многих нафтних, фармацеутских и компанија за финансијске услуге. Присуство реномираних међународних брендова у граду учинило је Рим важним центром моде и дизајна, а Cinecittà Studios је створио многе филмове награђене Оскаром.

## Етимологија
Према миту о оснивању старих Римљана, име Рим потиче од оснивача и првог краља града, Ромула. Међутим, могуће је да је име Ромул заправо изведено из самог Рима. Већ у 4. веку су биле предложене алтернативне теорије о пореклу имена. Неколико хипотеза је напредовало фокусирајући се на његове лингвистичке корене које су међутим остале неизвесне.
Формулисане су различите хипотезе о пореклу имена Рима; име би могло да потиче од:
- Рома, ћерка Итала, жена Енеја или његовог сина Асканија;[6]
- Романо, син Одисеја и Кирке;
- Ромо, син Ематионин, кога је Диомед довео из Троје;[6]
- Ромиде, тиранин Латина, који је протерао Етрурце из региона;[6]
- Ромилос и Ромос (Ромул и Рем), Асканијеви синови близанци који су основали град;[6]
- Румон или Румен, архаично име Тибра, има корен аналоган оном грчког глагола ρεω и латинског глагола ruo, што значи „тећи“;[а]
- Рума, што на етрурском значи „груда“, па би се стога могло односити на мит о Ромулу и Рему, или и на конформацију брдовитог подручја Палатина и Авентина,[б] или на окуку Тибра испред од њих[7]
- ρωμη (rome) што на грчком значи „снага“;[в]
- Рома, тројанска девојка која је познавала вештину магије, наговештаји у списима песника Стезикора;[8]
- Амор, је реч Рома, ако се чита с десна на лево: тумачење је дао византијски писац Ђовани Лидо, који је живео између петог и шестог века.[г]

### Називи који се односе на Рим и њихово порекло
Рим такође има неколико назива.
- Urbs/Urbe (лат. Città, град), јер је у античко доба реч urbs означавала Рим, који се сматрао величанственим градом;
- Caput fidei (лат. Capitale della fede, Престоница вере) јер је Рим вековима био главно седиште моћи Католичке цркве (која се стога врло често назива и Римокатоличком црквом);
- Città dell'acqua или regina aquarum, за његове аквадукте и фонтане, за симбиотски однос са Тибром и за велику доступност воде;
- Caput mundi (лат. Capitale del mondo, Престоница света), објашњено растућим пространством Римског царства које је Рим учинило једним од најутицајнијих градова у историји, потиче од фразе из Фарсалије Марка Анеа Лукана која гласи: Ipsa, Caput Mundi, bellorum maxima merces, Roma capi facilis. (Сам Рим, престоница света, најважнији плен рата, лако подјармљив);
- Urbs Aeterna (лат. Città Eterna, Вечни град), која уместо тога потиче из фразе у Књизи елегија Албија Тибула: Romulus aeternae nondum formaverat urbis / moenia. („Ни Ромул још није саградио зидине Вечног града“).[9]

## Историја

### Оснивање Рима
Иако је било открића археолошких доказа о људској окупацији римске области од пре отприлике 14.000 година, густи слој много млађих остатака заклања палеолитске и неолитске локалитете. Докази о каменом оруђу, оружју и грнчарији сведоче о око 10.000 година људског присуства. Неколико ископавања подржава гледиште да је Рим израстао из пасторалних насеља на брду Палатин подигнут изнад подручја будућег римског форума. Између краја бронзаног и почетка гвозденог доба, на сваком брду између мора и Капитола налазило се село (на Капитолском брду село је посведочено од краја 14. века пре нове ере). Међутим, ниједан од њих још није имао урбани квалитет. Данас постоји широк консензус да се град постепено развијао кроз агрегацију („синоецизам“) неколико села око највећег, постављеног изнад Палатина.
Ово агрегирање је олакшано повећањем пољопривредне продуктивности изнад егзистенцијалног нивоа, што је такође омогућило успостављање секундарних и терцијарних делатности. Заузврат, ово је подстакло развој трговине са грчким колонијама јужне Италије (углавном Искија и Кума). Овај развој догађаја, који се према археолошким доказима догодио средином 8. века пре нове ере, може се сматрати „рођењем“ града. Упркос недавним ископавањима на брду Палатин, став да је Рим намерно основан средином осмог века пре нове ере, као што легенда о Ромулу сугерише, остаје маргинална хипотеза.

#### Легенда о Ромулу и Рему
Традиционалне приче које су пренели сами стари Римљани објашњавају најранију историју њиховог града у смислу легенди и митова. Најпознатији од ових митова, а можда и најпознатији од свих римских митова, је прича о Ромулу и Рему, близанцима које је дојила вучица. Одлучили су да изграде град, али након свађе Ромул је убио свог брата и град је узео његово име. Према римским аналистима, то се догодило 21. априла 753. п. н. е.
Ова легенда је морала да се помири са двоструком традицијом, постављеном раније, да је тројански избеглица Енеја побегао у Италију и пронашао лозу Римљана преко свог сина Јула, имењака из династије Јулије-Клаудије. То је поставио римски песник Вергилије у првом веку пре нове ере. Поред тога, Страбон помиње старију причу, да је град био аркадијска колонија коју је основао Евандер. Страбон такође пише да је Луције Колије Антипатар веровао да су Рим основали Грци.

### Монархије и република
Латини (италско племе) 2. миленијум – 752. п. н. е.
 Албани (Латини) 10. век – 752. п. н. е. 

 Римско краљевство 752–509. п. н. е.

 Римска Република 509–27 

 Римско царство 27–395 

 Западно римско царство 395–476 

 Краљевина Одоакра 476–493 

 Краљевина Острогота 493–553 

 Византија 553–754 

 Папска држава 754–1798, 1799–1809, 1814–1849, 1849–1870

 Римска Република 1798–1799

 Прво француско царство 1809–1814 

 Римска република (1849) 1849

 Краљевина Италија 1870–1946 

 Ватикан 1929– 

 Италија 1946–

Град се касније развио у престоницу Римског краљевства (којим је непрекидно управљало седам краљева, што је било у складу са традицијом), Римске републике (од 510. п. н. е, којом је управљао Сенат) и коначно Римског царства (од 31. п. н. е, којим је управља цар).
Након оснивања од стране Ромула, према легенди, Римом је 244 године владао монархијски систем, у почетку са владарима латинског и сабинског порекла, а касније етрурски краљеви. Традиција је предала седам краљева: Ромула, Нума Помпилија, Тула Хостилија, Анка Марција, Тарквинија Приска, Сервија Тулија и Тарквинија Охолог.
Римљани су 509. п. н. е. протерали последњег краља из свог града и успоставили олигархијску републику, која је вођена од стране конзула бираних на сваке две године. Рим је тада започео период карактерисан унутрашњим борбама између патриција (аристократа) и плебејаца (малих земљопоседника), као и сталним ратовањем против становништва централне Италије: Етрураца, Латина, Волса, Екија и Марсија. Пошто је постао господар Лацијума, Рим је водио неколико ратова (против Гала, Осци-Самнита и грчке колоније Таранта, у савезу са Пиром, краљем Епира) чији је резултат био освајање италијанског полуострва, од централне области до Велике Грчке.
У трећем и другом веку пре нове ере дошло је до успостављања римске хегемоније над Медитераном и Балканом, кроз три пунска рата (264–146. п. н. е.) вођена против града Картагине и три македонска рата (212–168. п. н. е.) против Македоније. У то време су основане прве римске провинције: Сицилија, Сардинија и Корзика, Хиспанија, Македонија, Ахаја и Африка.
Од почетка 2. века пре нове ере, власт је била оспоравана између две групе аристократа: оптимата, који су представљали конзервативни део Сената, и популара, који су се ослањали на помоћ плебејаца (урбане ниже класе) да би стекли власт. У истом периоду, банкрот ситних земљорадника и оснивање великих робовских имања изазвали су велике миграције у град. Непрекидно ратовање довело је до успостављања професионалне војске, која се показала лојалнијом својим генералима него републици. Због тога је у другој половини другог века и током првог века пре нове ере дошло до сукоба како у иностранству тако и изнутра: после неуспелог покушаја друштвене реформе популара Тиберија и Гаја Граха, и рата против Југурте, дошло је до грађанског рата из којег је генерал Корнелије Сула изашао као победник. Уследила је велика побуна робова под Спартаком, а затим успостављање првог тријумвирата са Цезаром, Помпејем и Красом.
Освајање Галије учинило је Цезара изузетно моћним и популарним, што је довело до другог грађанског рата против Сената и Помпеја. После своје победе, Цезар се успоставио као доживотни диктатор. Његово убиство довело је до другог тријумвирата између Октавијана (Цезаровог унука и наследника), Марка Антонија и Лепида, и до још једног грађанског рата између Октавијана и Антонија.

### Царство
Године 27. п. н. е, Октавијан је постао принцепс и узео титулу Августа, оснивајући принципат, диархију између принцепса и сената. За време Неронове владавине, две трећине града је уништено после Великог пожара у Риму, а почео је прогон хришћана. Рим је успостављен као де факто царство, које је највеће ширење достигло у другом веку под царем Трајаном. Рим је потврђен као Капут Мунди, односно престоница познатог света, израз који је већ коришћен у републиканском периоду. Током прва два века, царством су владали цареви из династије Јулије-Клаудије, Флавијан (који је такође саградио истоимени амфитеатар, познат као Колосеум), и Антонин. Ово време је такође карактерисало ширење хришћанске религије, коју је проповедао Исус Христ у Јудеји у првој половини првог века (под Тиберијем) и коју су популаризовали његови апостоли кроз царство и шире. Антонино доба се сматра врхунцем Царства, чија се територија простирала од Атлантског океана до Еуфрата и од Британије до Египта.
Након завршетка династије Севери 235. године, Царство је ушло у период од 50 година познат као криза трећег века током којег су долазили бројни пучеви од стране генерала, који су настојали да обезбеде регион царства који им је био поверен на слабост централне власти у Риму. Постојало је такозвано Галско царство од 260. до 274. и побуне Зенобије и њеног оца од средине 260-их које су покушавале да се одбију од упада Персијанаца. Неки региони - Британија, Шпанија и северна Африка - нису били скоро погођени. Нестабилност је изазвала економско погоршање, а дошло је и до брзог пораста инфлације пошто је влада смањила валуту како би покрила трошкове. Германска племена дуж Рајне и северно од Балкана извршила су озбиљне, некоординисане упаде од 250-их до 280-их година које су више личиле на џиновске нападне групе него на покушај насељавања. Персијско царство је вршило инвазију са истока неколико пута током 230-их до 260-их, али је на крају поражено. Цар Диоклецијан (284) предузео је обнову државе. Укинуо је принципат и увео тетрархију која је настојала да повећа државну моћ. Најизраженија карактеристика била је невиђена интервенција државе све до нивоа града: док је држава поднела захтев за порез граду и дозволила му да додели намете, од његове владавине држава је то чинила све до нивоа села. У узалудном покушају да контролише инфлацију, наметнуо је контролу цена која није потрајала. Он или Константин су регионализовали администрацију царства што је суштински променило начин на који се њиме управљало стварањем регионалних епархија. 
Постојање регионалних фискалних јединица из 286. послужило је као модел за ову иновацију без преседана. Цар је убрзао процес уклањања војне команде са гувернера. Од сада, цивилна управа и војна команда би била одвојена. Он је намесницима дао више фискалних обавеза и ставио их на чело система логистичке подршке војске као покушај да га контролише уклањањем система подршке из њене контроле. Диоклецијан је владао источном половином, настањен у Никомедији. 296. године, уздигао је Максимијана до Августа западне половине, где је владао углавном из Медиоланума када није био у покрету. Године 292. створио је два 'млађа' цара, Цезари, по један за сваког Августа, Констанције за Британију, Галију и Шпанију чије је седиште власти било у Триру и Галерије у Сирмијуму на Балкану. Именовање цезара није било непознато: Диоклецијан је покушао да претвори у систем нединастичке сукцесије. Након абдикације 305. године, цезари су успели и они су заузврат себи поставили двојицу колега.
Након абдикације Диоклецијана и Максимијана 305. године и низа грађанских ратова између ривалских претендента на царску власт, током година 306–313, тетрархија је напуштена. Константин Велики је предузео велику реформу бирократије, не променом структуре, већ рационализацијом надлежности неколико министарстава током година 325–330, након што је победио Лицинија, цара на Истоку, крајем 324. године. Назван Милански едикт из 313. године, заправо фрагмент Лицинијевог писма намесницима источних провинција, даје слободу богослужења свима, укључујући и хришћане, и наређује враћање одузете црквене имовине на молбу новоствореним намесницима епархије. Финансирао је изградњу неколико цркава и дозволио свештенству да буде арбитар у грађанским парницама (мера која га није надживела, али је делимично обновљена много касније). Он је трансформисао град Византију у своју нову резиденцију, која, међутим, званично није била ништа више од царске резиденције попут Милана, Трира или Никомедије све док Констанције II није у мају 359. добио титулу префекта: Цариград.

#### Пад Царства
Хришћанство у облику Никејског симбола вере постало је званична религија царства 380. године, преко Солунског едикта издатог у име три цара - Грацијана, Валентинијана II и Теодосија I - са Теодосијем који је очигледно био покретачка снага иза тога. Био је последњи цар уједињеног царства: после његове смрти 395. године, његови синови, Аркадије и Хонорије, поделили су царство на западни и источни део. Седиште владе у Западном римском царству пренето је у Равену након опсаде Милана 402. Током 5. века, цареви из 430-их су углавном боравили у главном граду Риму.
Рим, који је изгубио централну улогу у управљању царством, опљачкали су 410. Визиготи предвођени Аларихом, али је причињена врло мала физичка штета, која је већински поправљена. Оно што се није могло тако лако заменити су преносиви предмети као што су уметничка дела од племенитих метала и предмети за кућну употребу (плен). Папе су улепшале град великим базиликама, попут Санта Марија Мађоре (уз сарадњу царева). Становништво града је пало са 800.000 на 450–500.000 до тренутка када је град 455. године опљачкао Гејсерих, краљ Вандала. Слаби цареви петог века нису могли да зауставе пропадање, што је довело до свргавања Ромула Августула 22. августа 476. године, што је означило крај Западног римског царства и, за многе историчаре, почетак средњег века.

### Средњи век
Након пада Западног римског царства 476. године нове ере, Рим је прво био под контролом Одоакра, а затим је постао део Остроготског краљевства да би се вратио под контролу Источног Рима након Готског рата, који је разорио град 546. и 550. године. Његово становништво опало је са више од милион у 210. години нове ере на 500.000 у 273. затим на 35.000 након Готског рата (535–554), сводећи град који се шири на групе насељених зграда испресецаних међу великим површинама рушевина, вегетације, винограда и баште на пијаци. Генерално се сматра да је популација града до 300. године н.е. износила 1 милион (процене се крећу од 2 милиона до 750.000), опадајући на 750–800.000 у 400. н.е, 450–500.000 у 450. н.е. и на 80–100.000 н.е.
Римски бискуп, звани Папа, био је важан од раних дана хришћанства због мученичке смрти оба апостола Петра и Павла. Римски бискупи су такође виђени (и католици их још увек виде) као наследнике Петра, који се сматра првим бискупом Рима. Град је тако добијао све већи значај као центар католичке цркве.
Након лангобардске инвазије на Италију (569–572), град је остао номинално византијски, али су у стварности папе водиле политику равнотеже између Византинаца, Франака и Лангобарда. Године 729. лангобардски краљ Лијутпранд поклонио је Цркви северни латијумски град Сутри, чиме је започела њена власт. Године 756. Пипин Мали, након што је победио Лангобарде, дао је папи временску јурисдикцију над римским војводством и Равенским егзархатом, стварајући тако Папску државу. Од овог периода три силе су покушавале да владају градом: папа, племство (заједно са шефовима милиција, судијама, Сенатом и становништвом) и франачки краљ, као краљ Лангобарда, патриције и цар. Ове три странке (теократска, републиканска и царска) биле су одлика римског живота током читавог средњег века. У Божићној ноћи 800. године, Карла Великог је у Риму крунисао папа Лав III за цара Светог римског царства: том приликом је град први пут угостио две силе чија је борба за контролу требало да буде константа средњег века.
Године 846. муслимански Арапи су безуспешно упали на градске зидине, али су успели да опљачкају базилику Светог Петра и Павла, обе изван градског зида. Након распада каролиншке моћи, Рим је пао као плен феудалног хаоса: неколико племићких породица борило се против папе, цара и међусобно. То су била времена Теодоре и њене ћерке Марозије, конкубина и мајки неколико папа, и Кресценција, моћног феудалца, који се борио против царева Отона II и Отона III. Скандали овог периода натерали су папство да се реформише: избор папе био је резервисан за кардинале, а покушана је реформа свештенства. Покретачка снага иза ове обнове био је монах Илдебрандо да Соана, који је једном изабран за папу под именом Папа Гргур VII, укључио се у контроверзу инвеституре против цара Хенрија IV. Након тога, Рим су опљачкали и спалили Нормани под вођством Роберта Гискара који је ушао у град као подршка папи, а затим опколио Анђеоску тврђаву.
Током овог периода, градом је аутономно управљао сенатор. У 12. веку, ова управа, као и други европски градови, еволуирала је у комуну, нови облик друштвене организације под контролом нових богатих класа. Папа Луције II се борио против римске комуне, а борбу је наставио његов наследник папа Евгеније III: у овој фази комуну је, у савезу са аристократијом, подржавао Арналдо да Бреша, монах који је био верски и друштвени реформатор. Након папине смрти, Арналдо је заробљен од стране Адријана IV, што је означило крај аутономије комуне. Под папом Иноћентијом III, чија је владавина означила апогеј папства, комуна је ликвидирала сенат и заменила га сенатором, који је био потчињен папи.
У овом периоду, папство је играло улогу од секуларне важности у западној Европи, често се понашајући као арбитри између хришћанских монарха и вршећи додатна политичка овлашћења.
Године 1266, Карло Анжујски, који је кренуо на југ да се бори против Хоенштауфена у име папе, именован је за сенатора. Карло је основао Сапијенцу, универзитет у Риму. У том периоду папа је умро, а кардинали, позвани у Витербо, нису могли да се договоре око његовог наследника. Ово је разбеснело грађане града, који су потом скинули кров са зграде у којој су се састајали и затворили их док нису именовали новог папу; ово је означило рођење конклаве. У овом периоду град је такође био разбијен непрекидним борбама између аристократских породица: Анибалди, Каетани, Колона, Орсини, Конти, угнежђени у својим тврђавама подигнутим изнад древних римских здања, међусобно су се борили да контролишу папство.
Папа Бонифације VIII, рођен као Каетани, био је последњи папа који се борио за универзални домен цркве; прогласио је крсташки рат против породице Колона и 1300. године позвао на први јубилеј хришћанства, који је довео милионе ходочасника у Рим. Међутим, његове наде је сломио француски краљ Филип Лепи, који га је заробио и убио у Анањију. Потом је изабран нови папа веран Французима, а папство је накратко премештено у Авињон (1309–1377). Током овог периода Рим је био занемарен, све док плебејац, Кола ди Ријенцо, није дошао на власт. Идеалиста и љубитељ старог Рима, Кола је сањао о поновном рођењу Римског царства: након што је преузео власт са титулом Трибуно, његове реформе су одбачене од стране становништва. Приморан да побегне, Кола се вратио као део пратње кардинала Алборноза, који је био задужен да обнови власт Цркве у Италији. Вративши се на власт на кратко време, Кола је убрзо линчован од стране становништва, а Алборноз је преузео град. Године 1377. Рим је поново постао седиште папства под Гргуром XI. Повратак папе у Рим те године је покренуо западни раскол (1377–1418), а наредних четрдесет година град је био погођен поделама које су потресле Цркву.

### Рана модерна историја
Године 1418. Сабор у Констанцу је решио Западну шизму и изабран је римски папа Мартин V. То је донело Риму век унутрашњег мира, који је означио почетак ренесансе. Владајуће папе до прве половине 16. века, од Николе V, оснивача Ватиканске библиотеке, до Пија II, хуманисте и писменог, од Сикста IV, папе ратника, до Александра VI, неморалног и непотисте, од Јулија II, војника и покровитеља, до Лава X, који је дао име овом периоду („век Лава X“), сви су своју енергију посветили величини и лепоти Вечног града и покровитељству уметности.
Тих година се центар италијанске ренесансе из Фиренце преселио у Рим. Настала су величанствена дела, као што су нова базилика Светог Петра, Сикстинска капела и мост Систо (први мост који је изграђен преко Тибра од антике, иако на римским темељима). Да би то постигли, папе су ангажовале најбоље уметнике тог времена, укључујући Микеланђела, Перуђина, Рафаела, Гирландаја, Луку Сињорелија, Ботичелија и Козима Роселија.
Период је такође био злогласан по папској корупцији, са многим папама које су имале децу, и бавиле се непотизмом и симонијом. Корупција папа и огромни трошкови за њихове грађевинске пројекте довели су, делимично, до реформације и, заузврат, до контрареформације. Под екстравагантним и богатим папама, Рим је претворен у центар уметности, поезије, музике, књижевности, образовања и културе. Рим је постао способан да се такмичи са другим великим европским градовима тог времена у погледу богатства, величине, уметности, учења и архитектуре.
Период ренесансе је драматично променио лице Рима, делима попут Микеланђелове Пијете и фрескама апартмана Борџија. Рим је достигао највишу тачку сјаја под папом Јулијем II (1503–1513) и његовим наследницима Лавом Х и Климентом VII, обојица члановима породице Медичи.
У овом двадесетогодишњем периоду, Рим је постао један од највећих центара уметности на свету. Стара базилика Светог Петра коју је саградио цар Константин Велики (која је до тада била у трошном стању) је срушена и започета изградња нове. Град је угостио уметнике као што су Гирландајо, Перуђино, Ботичели и Браманте, који су изградили храм Темпјето Светог Петра у Монторију и планирали велики пројекат за реновирање Ватикана. Рафаело, који је у Риму постао један од најпознатијих сликара Италије, створио је фреске у вили Фарнезина, Рафаелове собе, као и многе друге познате слике. Микеланђело је започео украшавање плафона Сикстинске капеле и извео чувену статуу Мојсија за гробницу Јулија II.
Њена економија је била богата, уз присуство неколико тосканских банкара, укључујући Агостина Чигија, који је био Рафаелов пријатељ и покровитељ уметности. Пре своје ране смрти, Рафаело је такође по први пут промовисао очување древних рушевина. Италијански рат (1526—1530) изазвао је прву пљачку града у више од пет стотина година од претходне пљачке; 1527. године, ландскнехти цара Карла V опљачкали су град, чиме су нагли крај златног доба ренесансе у Риму.
Почевши од Тридентског сабора 1545. године, Црква је започела контрареформацију као одговор на реформацију, преиспитивање ауторитета Цркве великих размера у духовним питањима и државним пословима. Овај губитак поверења довео је до великих померања моћи са Цркве. Под папама од Пија V до Сикста V, Рим је постао центар реформисаног католицизма и доживео је изградњу нових споменика који су славили папство. Папе и кардинали из 17. и раног 18. века наставили су кретање тако што су градски пејзаж обогатили барокним зградама.
Ово је било још једно непотистичко доба; нове аристократске породице (Барберини, Памфили, Чиги, Роспиљози, Алтијери, Одескалки) су штитиле њихове папе, које су градиле огромне барокне зграде за своје рођаке. Током доба просветитељства, нове идеје су стигле до Вечног града, где је папство подржало археолошка истраживања и побољшало добробит људи. Али није све ишло добро за Цркву у време Контрареформације. Било је неуспеха у покушајима да се потврди моћ Цркве, а значајан пример је био 1773. када је папа Климент XIV био присиљен од стране секуларне власти да угуши језуитски ред.

### Касна модерна историја
Владавину папа прекинула је краткотрајна Римска република (1798–1800), која је успостављена под утицајем Француске револуције. Папска држава је обновљена у јуну 1800, али током Наполеонове владавине, Рим је припојен као департман Француске империје: прво као Département du Tibre (1808–1810), а затим као Département Rome (1810–1814). Након пада Наполеона, Папска држава је поново конституисана одлуком Бечког конгреса 1814. године.
1849. је проглашена друга римска република током године револуција 1848. Две од најутицајнијих личности италијанског уједињења, Ђузепе Мацини и Ђузепе Гарибалди, борили су се за краткотрајну републику.
Рим је тада постао жариште наде за поновно уједињење Италије након што је остатак Италије уједињен као Краљевина Италија 1861. са привременим главним градом у Фиренци. Те године је Рим проглашен престоницом Италије иако је још увек био под папином контролом. Током 1860-их, последњи остаци папске државе били су под заштитом Француске захваљујући спољној политици Наполеона III. Француске трупе биле су стациониране у региону под папском контролом. Године 1870. француске трупе су повучене због избијања француско-пруског рата. Италијанске трупе су успеле да заузму Рим који је ушао у град кроз пробој у близини Порта Пија. Папа Пије IX прогласио се затвореником у Ватикану. 1871. главни град Италије премештен је из Фиренце у Рим. Године 1870. у граду је живело 212.000 становника, од којих су сви живели на подручју које је омеђивао древни град, а 1920. године становништво је било 660.000. Значајан део живео је ван зидина на северу и преко Тибра у области Ватикана.

#### Двадесети век
Убрзо након Првог светског рата, крајем 1922. Рим је био сведок успона италијанског фашизма предвођеног Бенитом Мусолинијем, који је предводио марш на град. Укинуо је демократију до 1926. године, на крају је прогласио ново Италијанско царство и удружио Италију са нацистичком Немачком 1938. Мусолини је срушио прилично велике делове центра града како би изградио широке авеније и тргове који су требало да славе фашистички режим и оживљавање и величање класичног Рима. У међуратном периоду дошло је до брзог пораста градске популације која је убрзо након 1930. године премашила милион становника. Током Другог светског рата, због уметничких ризница и присуства Ватикана, Рим је у великој мери избегао трагичну судбину других европских градова. Међутим, 19. јула 1943. област Сан Лоренцо је била изложена савезничким бомбардовањем, што је резултирало око 3.000 мртвих и 11.000 повређених, од којих је још 1.500 умрло. Мусолини је ухапшен 25. јула 1943. На дан италијанског примирја 8. септембра 1943. град су окупирали Немци. Папа је прогласио Рим отвореним градом. Ослобођен је 4. јуна 1944. године.
Рим се увелико развио након рата као део „италијанског економског чуда“ послератне реконструкције и модернизације 1950-их и раних 1960-их. Током овог периода, година ла долце вита („слатког живота“), Рим је постао модеран град, са популарним класичним филмовима као што су Бен Хур, Кво вадис, Празник у Риму и Слатки Живот снимљени у култним градским студијима Чинечита. Тренд раста становништва наставио се све до средине 1980-их када је општина имала више од 2,8 милиона становника. Након овога, становништво је полако опадало јер су људи почели да се селе у оближња предграђа, нарочито због нагомилавања саобраћаја и загађења животне средине.

## Географија

### Положај
Рим се налази у региону Лацио у централној Италији на реци Тибар. Првобитно насеље се развило на брежуљцима који су излазили поред острва Тибар, јединог природног острва у овој области. Рим краљева је саграђен на седам брда: брду Авентин, брду Целиј, брду Капитол, брду Есквилин, брду Палатин, брду Квиринал и брду Виминал. Савремени Рим такође прелази друга река, Анијен, која се улива у Тибар северно од историјског центра.
Иако је центар града удаљен око 24 km у унутрашњости Тиренског мора, градска територија се протеже до обале, где се налази југозападни округ Остија. Надморска висина централног дела Рима креће се од 13 м надморске висине (у подножју Пантеона) до 139 м изнад нивоа мора (врх Монте Марио). Римска комуна покрива укупну површину од око 1.285 km², укључујући многе зелене површине.

### Територија
Територија општине је велика, обухвата вековима напуштена подручја, углавном мочварна и непогодна за пољопривреду и која не припада ниједној општини: са површином од 1287,36 km² највећа је у Италији и једна је од највећих проширених између европских престоница. Рим је највећа општина у Италији и била је највећа у Европи до формирања општине Фјумичино, остајући и након тога једна од највећих међу европским престоницама. Густина насељености није велика, због присуства зелених површина раштрканих по целој општинској области: Рим је јединствен у западном свету по пространству села која окружујују град и међусобном прожимању између града и села. Штавише, Рим је италијанска општина са највећим бројем суседних општина, 29 (без енклаве Ватикана).

#### Сеизмичка класификација
- зона 2B (средња сеизмичност, обухвата територијална подручја општина  IV, V, VI, VII, VIII и IX);[51]
- зона 3А (ниска сеизмичност, обухвата територијална подручја општина I, II, III, X, XI, XII, XIII, XIV и XV);[51]
- зона 3B (ниска сеизмичност, обухвата административно острво XV општине).[51]

### Топографија
Током историје Рима, урбаним границама града сматрало се подручје унутар градских зидина. Првобитно су се састојали од Сервијевог зида, који је изграђен дванаест година након галског пљачкања града 390. године пре нове ере. Ово је садржало већину брда Есквилина и Целија, као и осталих пет. Рим је прерастао Сервијев зид, али више није било зидања све до скоро 700 година касније, када је 270. године нове ере цар Аурелијан почео да гради Аурелијанове зидове. Биле су дугачке скоро 19 км и још увек су биле зидине које су трупе Краљевине Италије морале да пробију да би ушле у град 1870.
Градско урбано подручје је пресечено на два дела кружним путем, Гранде Ракордо Ануларе („ГРА“), завршен 1962, који кружи око центра града на удаљености од око 10 километара. Иако је, када је прстен завршен, већина делова насељеног подручја лежала је унутар њега (један од ретких изузетака било је некадашње село Остија, које лежи дуж обале Тиренског мора), и у међувремену су изграђени квартови који се протежу и до 20 километара иза њега.
Општина покрива површину отприлике три пута већу од укупне површине унутар Ракорда и упоредива је по површини са целим метрополитанским градовима Миланом и Напуљем, и са површином која је шест пута већа од територије ових градова. Такође обухвата значајне површине напуштених мочвара које нису погодне ни за пољопривреду ни за урбани развој.

Као последица тога, густина општине није толико велика, њена територија је подељена између високо урбанизованих подручја и подручја означених као паркови, резервати природе и за пољопривредну употребу.

### Хидрографија
Кроз град, поред Тибра, пролазе и Анијена, њена притока на северу данашње урбане територије, и мали водени путеви као што су Алмоне и бројни ровови римског села. Општина Рим Х има поглед на Тиренско море (Рим је највећа приморска општина у Европи, са око 20 километара обале). Рим ХV општина гледа на језера Брачано и Мартињано.

### Клима
Рим има медитеранску климу, са топлим, сувим летима и благим, влажним зимама. Децембар, јануар и фебруар су најхладнији месеци, са средњом дневном температуром од приближно 8°С. Температуре током ових месеци углавном варирају између 10 и 15 °С током дана и између 3 и 5 °С ноћу, са честим хладнијим или топлијим периодима. Снежне падавине су ретке, са слабим снегом или налетима који се јављају током неких зима, углавном без акумулације, а велике снежне падавине су веома ретке (најскорије су биле 2018, 2012. и 1986. године).
| Клима Рима                                   | Клима Рима   | Клима Рима  | Клима Рима  | Клима Рима  | Клима Рима  | Клима Рима  | Клима Рима   | Клима Рима   | Клима Рима   | Клима Рима  | Клима Рима  | Клима Рима  | Клима Рима   |
| Показатељ \ Месец                            | .Јан.        | .Феб.       | .Мар.       | .Апр.       | .Мај.       | .Јун.       | .Јул.        | .Авг.        | .Сеп.        | .Окт.       | .Нов.       | .Дец.       | .Год.        |
| -------------------------------------------- | ------------ | ----------- | ----------- | ----------- | ----------- | ----------- | ------------ | ------------ | ------------ | ----------- | ----------- | ----------- | ------------ |
| Апсолутни максимум, °C (°F)                  | 20,8 (69,4)  | 21,6 (70,9) | 26,6 (79,9) | 29,8 (85,6) | 33,1 (91,6) | 37,8 (100)  | 39,4 (102,9) | 40,6 (105,1) | 38,4 (101,1) | 30,7 (87,3) | 26,5 (79,7) | 20,3 (68,5) | 40,6 (105,1) |
| Средњи максимум, °C (°F)                     | 11,1 (52)    | 12,6 (54,7) | 15,2 (59,4) | 18,8 (65,8) | 23,4 (74,1) | 27,6 (81,7) | 30,4 (86,7)  | 29,8 (85,6)  | 26,3 (79,3)  | 21,5 (70,7) | 16,1 (61)   | 12,5 (54,5) | 20,4 (68,7)  |
| Средњи минимум, °C (°F)                      | 4,5 (40,1)   | 5,4 (41,7)  | 7,2 (45)    | 9,8 (49,6)  | 13,3 (55,9) | 17,2 (63)   | 19,6 (67,3)  | 19,4 (66,9)  | 16,9 (62,4)  | 12,8 (55)   | 9,3 (48,7)  | 6,4 (43,5)  | 11,8 (53,2)  |
| Апсолутни минимум, °C (°F)                   | −11,0 (12,2) | −6,9 (19,6) | −6,5 (20,3) | −2,4 (27,7) | 1,8 (35,2)  | 5,0 (41)    | 9,1 (48,4)   | 9,3 (48,7)   | 4,3 (39,7)   | 0,8 (33,4)  | −5,2 (22,6) | −5,6 (21,9) | −11,0 (12,2) |
| Количина падавина, mm (in)                   | 80 (31,5)    | 72 (28,3)   | 69 (27,2)   | 70 (27,6)   | 57 (22,4)   | 38 (15)     | 15 (5,9)     | 23 (9,1)     | 70 (27,6)    | 118 (46,5)  | 111 (43,7)  | 100 (39,4)  | 823 (324)    |
| Извор: Туристический портал, Погода и Климат |              |             |             |             |             |             |              |              |              |             |             |             |              |

## Архитектура
Архитектура Рима током векова се у великој мери развила од староримске архитектуре до италијанске модерне и савремене архитектуре. Рим је некада био главни светски епицентар класичне архитектуре, развијајући нове форме као што су лук, купола и свод. Романички стил у 11. 12. и 13. веку је такође био широко коришћен у римској архитектури, а касније је град постао један од главних центара ренесансне и барокне архитектуре. Градски пејзаж Рима је такође у великој мери неокласицистичког и фашистичког стила. 

### Антички Рим
Један од симбола Рима је Колосеум (70—80), највећи амфитеатар икада изграђен у Римском царству. Овај објекат је имао капацитет од 50.000 посетилаца и користио се за борбе гладијатора. Листа веома значајних споменика античког Рима укључује Форум, Златну кућу (лат. Domus Aurea), Пантеон, Трајанов стуб, Трајанову тржницу, Римске катакомбе, Циркус максимус (лат. Circus Maximus), Каракалина купатила, Константинову капију, Цестијусова пирамида, Уста истине (итал. Bocca della Verità).

### Ренесанса и барок
Рим је био светски центар ренесансе, која је оставила дубок траг на сам град. Најимпресивнији примерак ренесансне архитектуре у Риму је Микеланђелов Трг Кампидољо (итал. Piazza del Campidoglio) са Палатом Сенаторио (итал. Palazzo Senatorio) која је седиште градске владе. Током овог периода велике аристократске породице Рима су градиле раскошне грађевине као што је Квиринале (итал. Palazzo del Quirinale), која је сада седиште председника италијанске републике, Палата Венеција (итал. Palazzo Venezia), Палата Фарнезе (итал. Palazzo Farnese), Барберини (итал. Palazzo Barberini), Киђи (итал. Palazzo Chigi), седиште италијанског премијера, Палата Спада (итал. Palazzo Spada), Палата дела Канчелерија (итал. Palazzo della Cancelleria), Вила Фарнезина (итал. Villa Farnesina).
Рим је познат и по великим и величанственим трговима, који обично у центру имају обелиск, а углавном су изграђени у 17. веку. Главни тргови су Трг Навона (итал. Piazza Navona), Шпански трг (итал. Piazza di Spagna), Трг цвећа (итал. Campo de' Fiori), Трг Венеција (итал. Piazza Venezia), Трг Фарнезе (итал. Piazza Farnese) и Минервин трг (итал. Piazza della Minerva).
Најизразитији представник барокне уметности је Фонтана ди Треви (итал. Fontana di Trevi) архитекте Николе Салвија. Остала значајна места барока из седамнаестог века су Палата Мадама (итал. Palazzo Madama), седиште италијанског Сената и Монтечиторио (итал. Palazzo Montecitorio), седиште Посланичких клубова Италије. 

### Неокласицизам
Неокласичну архитектуру карактеришу величанствене размере, једноставност геометријских облика, грчки - посебно дорски - или римски детаљи, драматична употреба стубова и склоност ка празним зидовима. Нови укус за античку једноставност представљао је општу реакцију на ексцесе рококо стила. Неокласични период у Италији трајао је од 1750-их до 1850-их. Рим је 1870. године постао престоница нове Краљевине Италије. Од тих година доминантан стил градње постаје неокласицизам који је своје узоре налазио у Антици. У овом периоду су изграђене многе палате које су угостиле министре, амбасадоре и друге владине агенције. Један од најпознатијих споменика неокласицистичког стила у Риму је споменик Виктору Емануелу II познат као „Олтар отаџбине“ у коме се налази гроб Незнаног Јунака као симбол 650.000 Италијана који су погинули у Другом светском рату.

### Архитектура у доба фашизма
Фашистички режим, који је управљао Италијом између 1922. и 1943. године, развио је оригиналан архитектонски стил, који је настао истраживањем веза са античком римском архитектуром. Фашистички стилови архитектуре су грана модернистичке архитектуре која је постала популарна почетком 20. века. На италијански фашистички стил такође је у великој мери утицао рационалистички покрет у Италији 1920-их. Рационалистичка архитектура, уз помоћ италијанске владе, прославила је ново фашистичко доба културе и власти у Италији.
Фашистички стилови архитектуре преузели су дизајнерске трагове из Старог Рима у томе што су стилови зграда углавном били веома велики и симетрични са оштрим незаобљеним ивицама. Зграде су својом величином намерно преносиле осећај страхопоштовања и застрашивања, а направљене су од кречњака и другог издржљивог камена како би издржале читаво доба фашизма и створиле импресивне рушевине. Зграде су такође биле веома једноставне, са мало или без украса, и недостајало им је много сложености у дизајну. Ове опште карактеристике фашистичке архитектуре допринеле су једноставној естетици коју зграде приказују. Сви ови аспекти помогли су фашистичким диктатурама да испоље апсолутну и тоталну власт над становништвом. Хитлер и Мусолини су користили фашистичку архитектуру као још један извор пропаганде да покажу свету снагу, понос и моћ својих режима.
Палата Фарнезина, актуелно седиште италијанског министарства спољних послова, изграђена је 1935. у фашистичком стилу.  Најпознатији споменик из тог периода је округ Универзална римска изложба (итал. Esposizione Universale Roma), изграђен 1935. године, и оригинално намењен за приказивање на Светској изложби 1942. године. Како је Италија 1940. године ушла у Други светски рат, планирана Светска изложба никада није одржана. Најрепрезентативнија зграда овог стила је Палата италијанског народа (итал. Palazzo della Civiltà Italiana, 1938 — 1943), иконични дизајн обележен коцкама или четвороугловима.

### Виле и баште
Центар Рима је окружен великим зеленим површинама и раскошним античким вилама, које су остаци круне вила које су окруживале папски град. Многе од њих су значајно разорене кроз шпекулације са некретнинама крајем 19. века. Од преосталих је најзначајнија Вила Боргезе (итал. Villa Borghese), са великом пејзажном баштом која је изграђена у натуралистичком енглеском стилу из 19. века. Та башта садржи бројне зграде, музеје (Галерија Боргезе) и атракције. Остале значајне су Вила Ада (итал. Villa Ada) највећи јавни панорамски парк у Риму, Вила Дорија Памфили (итал. Villa Doria Pamphili), друга по величини са површином од 1.8 km², Вила Торлонија (итал. Villa Torlonia), блистави пример Арс нове, која је била римска резиденција диктатора Бенита Мусолинија, Вила Албани (итал. Villa Albani) у коју је Алесандро Кардинал Албани сместио своју колекцију антиквитета и римских скулптура.

### Археолошка налазишта
Колевка историје Рима је брдо Палатин, испод којег се налазе Римски форум, Царски форуми и Трајанова пијаца, центри политичког, економског, верског и друштвеног живота античког света.
Недалеко је Колосеум, симболични споменик старог Рима; на оближњем брду Опио налазе се остаци Домус Ауреа, Неронове златне куће.
Идући од Пијаца Венеција према Тибру налазе се Крипта Балби (део античког Балбоовог позоришта), Сточни форум, Марчелово позориште са храмовима области Сант'Омобоно и Форо Олиторио и света област Ларго ди Торе Аргентина (где је Цезар убијен).
Остала археолошка налазишта у граду су подземна базилика Порта Мађоре, терме Каракала, терме Диоклецијана, Титове терме, Митреум Сан Клементе, Меценас аудиторијум, стадион Домицијана, остаци Лудуса Магнуса, Хадријанове Аудиторије и римских кућа Целиј, испод базилике Санти Ђовани и Паоло.
Изван града налазе се ископине Остије; маузолеј Цецилије Метеле, суседна Вила ди Максенције, Каструм Кетани, гробница Сципиона и вила Квинтилија на Апија Антика; Вила ди Ливија у Прима Порти, археолошком подручју Вејо, са етрурским светилиштем Аполона и парком Гробница Виа Латина.

### Природна подручја
Скуп слободних зелених површина покрива укупну површину од 86.000 хектара, 67% од 128.500 хектара Рима, што га чини најзеленијим европским градом у апсолутном износу. Међу њима су заштићена природна подручја, чије је станиште посебно богато биљним и животињским врстама, укључујући 19 копнених паркова и један морски, Тор Патерно.
Заштићена подручја су недавна стварност, која је почела успостављањем урбаног регионалног парка Пинето 1987. године и античког регионалног парка Апија следеће године; 1997. године рођено је регионално тело RomaNatura, које је значајно проширило број заштићених подручја, додајући их чак 14.
Међу регионалним парковима и природним резерватима који спадају у општинско подручје Рима, поред парка Апија, резервата природе Марчиљана, природног резервата Дечима-Малафеде, државног резервата природе Литорале Романо, природе Вале дел'Анијен резерват, природни резерват Инсугерата и резерват природе Монте Марио, којима се додају паркови унутар вила у Риму и различити урбани паркови. Посебне зелене површине су намењене ботаничкој башти и општинском ружичњаку, док се у перифернијим подручјима налазе и пољопривредне површине.
Огромно рурално подручје, делимично равно, а делом брдовито, које се простире око града Рима дефинисано је као римско село, али које се разликује од осталих римских села по томе што је садржано у општинској територији.
Дуж Тибра налази се урбана оаза којом управља WWF, а на ушћу реке налази се Медитерански центар за станиште, још једна урбана оаза којом управља LIPU.

### Урбана фауна
У Риму живи хиљаде врста животиња, кичмењака и бескичмењака. Типичне за област Колосеума, на пример, су мачке, које су од 2001. године проглашене „биокултурним наслеђем Рима“ (једини пример такве одредбе у Италији). Римских мачака има око 300.000. Отприлике 120.000 живи у кућама, а остале су луталице, груписане у најмање 400 колонија мачака, које живе у слободним стаништима (предвиђено законом број 281 из 1991. и регионалним законом број 34 из 1997. године), и многи Римљани, углавном жене, које се понекад називају гатаре (од итал. речи за мачку, gatta), брину о њима.
Међу птицама, у урбаној средини, издвајају се обични чворци, процењени на чак 5 милиона примерака, као и голуб пећинар и друге типичне компоненте урбане фауне попут голубова, сивих врана и гугутки. Овим домаћим врстама, посебно последњих деценија, придружиле су се и друге врсте, укључујући папагаје. У односу на чворке, Рим је италијански град са највећим бројем ових птица, које су колонизовале урбану средину почевши од првог послератног периода, након уништења многих периферних мочвара, проналазећи мало предатора и лако склониште. У сезони миграције стварају велике проблеме са својим стајњаком. Без обзира на то, објављено је више видео снимака спектакуларних плесова који се изводе на небу пред очима локалног становништва и туриста.

## Споменици и битна места
| „                                                       | Рим је престоница света! На овом месту је повезана цела светска историја, и верујем да сам се по други пут родио, да сам васкрснуо, оног дана када сам крочио у Рим. Његове лепоте су ме мало по мало подигле до своје висине. | ” |
| — Јохан Волфганг фон Гете, Viaggio in Italia, 1813-1817 | |   |

Рим се појављује као резултат непрекидног преклапања архитектонских и урбанистичких сведочанстава различитих векова, у јединственом и сугестивном међусобном прожимању. Показује сложен однос који је град увек успостављао са својом прошлошћу, у смењивању хаотичног развоја, периода декаденције, препорода и покушаја, у савременом добу, да се модернизује. Рим је град са највише споменика на свету како у апсолутном смислу, тако и по густини, односно у односу на површину (споменика по квадратном метру).

### Сакрална архитектура
Најважније сакралне грађевине антике били су храмови; нису била места за састајање верника, већ су у њима биле само култне слике божанстава којима су били посвећени. Верује се да је у касно републиканско доба Рим имао око стотину храмова.
Постоји неколико стотина хришћанских цркава и њихова историја је испреплетена са верском, друштвеном и уметничком историјом града. Катедрала римске бискупије је базилика Сан Ђовани Латерано, једна од четири главне папске базилике заједно са базиликом Сан Пиетро у Ватикану, базиликом Сан Паоло ван зидина и базиликом Санта Мариа Мађоре. Четири базилике биле су део такозваног „обиласка седам цркава” који су ходочасници морали да заврше пешке и за један дан. Остале три цркве које су део овог итинерера су: базилика Сан Лоренцо ван зидина, базилика Санта Кроче у Герусалему и базилика Сан Себастиано ван зидина.
Иако је град центар Католичке цркве, нема мањка у примерима богомоља које припадају другим верским конфесијама хришћанства као што су Валденски храм на тргу Кавур (валдизам), Храм Рима у Италији (Црква Исуса Христа светаца последњих дана), црква Сан Теодоро ал Палатино (православна), црква Санта Катерина мартире (руска православна), црква Сан Паоло унутар зидина (англиканска). Рим се стога може сматрати градом са највећим бројем цркава на свету.
Поред хришћанства, град је и референтна тачка за исламску заједницу и јеврејску заједницу. У округу Париоли, изграђена је највећа џамија у Европи, која заузима површину од 34.000 м². У јеврејском гету изграђена је и синагога Tempio Maggiore di Roma, почетком двадесетог века.

### Погребна архитектура
Град је такође разбацан са неколико примера погребне архитектуре укључујући: древне подземне катакомбе, посебно хришћанске Присиле и Сан Калисто, маузолеје и монументалне гробнице, које су такође красиле конзуларне путеве, као што је Августов маузолеј у Кампо Марцио или гробнице Апијевог пута, приватна хипогеја великих римских породица, некрополе, концентрисане посебно ван града, па чак и ретки примерци пирамида, попут Цестијеве пирамиде. Овим споменицима, посебно после средњег века, додата су модерна гробља.
Иако су катакомбе у Риму најпознатије по хришћанским сахранама, било у одвојеним катакомбама или помешаним заједно, Јевреји, као и присталице разних паганских римских религија, сахрањивани су у катакомбама, почевши од 2. века нове ере. До овога је дошло због забране сахрањивања Римљана  унутар града, као и одговор на пренасељеност и недостатак земље за сахрањивање. Најобимнија и можда најпознатија је хришћанска катакомба Каликста се налази у близини парка Кафарела, али постоје и друга места, како хришћанска, тако и не, раштркана по граду, од којих су нека сада захваћена модерном урбанизацијом.
Хришћанске катакомбе су изузетно важне за историју ранохришћанске уметности, јер садрже велику већину примера из периода пре око 400. године нове ере, у фрескама и скулптурама, као и златне стаклене медаљоне (ови су, као и већина тела, уклоњени). Јеврејске катакомбе су на сличан начин важне за проучавање јеврејске културе у овом раном периоду.
Рим има укупно 11 општинских гробља: Верано, Сан Виторино, Остија, Лаурентино, Цезано, гробље Свете Марије Карминске, Изола Фарнесе, Кастел ди Гвидо, Макаресе, Света Марија, као и некатоличко ратно гробље. У састав се понакад и убраја Теутонско гробље, које се налази близу границе са Ватиканом.

### Цивилна архитектура
Цивилну архитектуру Рима чини неколико стотина зграда и других споменика који су пратили историју града око 28 векова: од аркс Капитолина и домус старог Рима до племићких палата средњег века. Од луксузних вила папског Рима, преко модерних грађевина градске четврти ЕУР, као што је Палата италијанске цивилизације, до дела најважнијих савремених архитеката насталих у последње две деценије. Постоје и примери синтезе, односно случајеви у којима су зграде из претходних епоха биле интегрисане или трансформисане у наредним епохама, као што се десило у Табуларијуму или Кастелу Сант Анђело.
У историјском центру града концентрисане су најпрестижније грађевине које датирају из средњег и модерног доба. То укључује: комплекс Кампидољо, који је формирао палату Сенаторио, градску већницу и седиште Рома Капитале, Палацо деи Консерватори и Палацо Нуово, који се користе као седишта Капитолијских музеја, као и историјске резиденције великих племићких породица, укључујући папе и кардинале као што су Палацо Венеција, Палацо Фарнезе, Палацо Колона и Палацо Барберини. 
Многе од њих су, након припајања Рима Краљевини Италији, коришћене као седишта разних органа националне владе. Међу њима најзначајније су: Квириналска палата, седиште Председништва Републике, палата Мадама, седиште Сената Републике, палата Монтечиторио, седиште Представничког дома, палата Киђи, седиште италијанске владе, палата Кох, седиште Банке Италије, палата Спада, седиште Државног савета, Палата правде, позната и као Палацио и седиште Врховног касационог суда и палата дела Консулта, седиште Уставног суда. Град је такође домаћин седишта свих министарстава, као и разних амбасада у Републици Италији и већине оних при Светој столици. Коначно, у Риму постоје и главне канцеларије регије Лацио и палата Валентини, метрополитанског града Рима.
Ту су и бројне виле и баште, некада племићке резиденције, почев од урбаних башта, у власништву водећих личности старог Рима, до великих вила изграђених у модерном добу, од којих су главне: Вила Дорија Памфиљ, Вила Боргезе, вила Ада, вила Ђулија, вила Чиги, вила Албани и вила Торлонија.
У току своје вековне историје, Рим је био дом стотинама позоришта (најстарије зидано је било Помпејево позориште, а важна су и позоришта Марцела и Остије) и других разиграних грађевина, као што су циркуси (од којих је најпознатији Циркус Максимус, који може да угости око 250.000 гледалаца) и амфитеатри (међу којима се истиче Колосеум, који је постао симбол града и самог амфитеатра).
Надаље, Рим је богат фонтанама и аквадуктима: међу монументалним фонтанама, од којих су већину изградиле папе на почетку модерног доба, налазе се фонтана ди Треви, фонтана Аква Феличе (или Мојсијева), Кватро Фонтане, фонтана Баркача, три фонтане Пијаца Навона (Кватро Фиуми, Моро и Нетуно), фонтана корњача, фонтана Тритон, фонтана Аква Паола и фонтана Најад.

### Фонтане и аквадукти
Рим је град познат по бројним фонтанама, грађеним у свим различитим стиловима, од класичног и средњовековног, до барока и неокласицизма. Град има фонтане више од две хиљаде година, а оне су давале воду за пиће и украшавале римске пијаце. Током Римског царства, 98. године нове ере, према Сексту Јулију Фронтину, римском конзулу који је именован кустосом акварума или чуваром воде у граду, Рим је имао девет аквадукта који су били повезани са 39 монументалних фонтана и 591 јавних базена, не рачунајући воду која је снабдевела царско домаћинство, купатилима и власницима приватних вила. Свака од главних фонтана била је повезана са два различита аквадукта, у случају да један буде затворен ради рада.
Током 17. и 18. века, римске папе су реконструисале друге деградиране римске аквадукте и изградиле нове изложбене фонтане да би обележиле њихов крај, започевши златно доба римских фонтана. Римске фонтане, као и Рубенсове слике, биле су израз новог стила барокне уметности. У овим фонтанама, скулптура је постала главни елемент, а вода се користила једноставно за анимирање и украшавање скулптура. Они су, попут барокних вртова, били „визуелни приказ самопоуздања и моћи“.

### Статуе
Рим је познат по својим статуама, али посебно по статуама које говоре у Риму. То су обично древне статуе које су постале популарне кутије за политичке и друштвене дискусије и места на којима људи (често сатирично) изражавају своје мишљење. Постоје две главне статуе које говоре: Пасквино и Марфорио, али постоје још четири запажене: ил Бабуино, Мадама Лукреција, ил Факино и Абот Луиђи. Већина ових статуа су староримске или класичне, а већина њих такође приказује митске богове, древне људе или легендарне личности; ил Паскино представља Менелаја, Луиђи је непознати римски судија, ил Бабуино би требало да је Силен, Марфорио представља Океана, мадама Лукреција је биста Изиде, а ил Факино је једина неримска статуа, настала 1580. године, а не представљајући било кога посебно. Често су, због свог статуса, прекривени плакатима или графитима који изражавају политичке идеје и ставове. Друге статуе у граду, које нису повезане са статуама које говоре, укључују оне на мосту Сант Анђело, или неколико споменика раштрканих по граду, као што је онај Ђордану Бруну у Кампо деи Фјори.

### Мостови
Град Рим садржи бројне познате мостове који прелазе Тибар. Једини мост који је остао непромењен до данас из класичног доба је Понте деј Кватро Капи, који повезује Острво Тиберину са левом обалом. Други сачувани, иако модификовани, древни римски мостови који прелазе Тибар су Понте Цестио, Понте Сант'Анђело и Понте Милвио. Узимајући у обзир Понте Номентано, такође изграђен током старог Рима, који прелази Анијену, тренутно у граду постоји пет древних римских мостова.
Други мостови вредни пажње су Понте Систо, први мост изграђен у ренесанси изнад римских темеља; Понте Рото, заправо једини преостали лук античког Понс Емилиус, срушио се током поплаве 1598. и срушен крајем 19. века; и Понте Виторио Емануеле II, модеран мост који повезује Корсо Виторио Емануеле и Борго. Већина градских јавних мостова изграђена је у класичном или ренесансном стилу, али и у барокном, неокласичном и модерном стилу.

### Обелисци и стубови
У граду се налази осам староегипатских и пет староримских обелиска, заједно са низом модернијих обелиска; такође је раније (до 2005) постојао древни етиопски обелиск у Риму. Град садржи неке од обелиска на пијацама, као што су Навона, Трг Светог Петра, Монтециторио и Трг дел Пополо, а други у вилама, термалним парковима и вртовима, као што су Вила Челимонтана, Диоклецијанове терме. Штавише, у центру Рима налазе се и Трајанов и Антонинов стуб, два староримска стуба са спиралним рељефом. Стуб Марка Аурелија налази се на Пијаца Колона и саградио га је Комод око 180. године нове ере у знак сећања на своје родитеље. Стуб Марка Аурелија је инспирисан Трајановим на Трајановом форуму, који је део Царског форума.

## Управа

### Статус престонице
Рим је престоница Италије и седиште председника републике, који има официјелну резиденцију у палати Квиринал. Рим је, осим тога, седиште парламента, председника владе и свих министарстава.
Градоначелник Рима је Роберто Гвалтијери који је изабран 2021. године. Политичка дебата у Италији се фокусира на могућност да град са „посебним моћима“ у локалној јурисдикцији („Roma Capitale“ директиве), постане општина за себе или „престонички дистрикт“ независан од региона Лацио, по моделу осталих престоничких градова у Европи.

### Територијалне јединице
Територија општине Рим је подељена на 15 „Municipi“ (територијалних јединица).
Раније је град био подељен на 20 територијалних јединица, али је у 14. веку изгласано да Општина Фјумичино постане независна територијална јединица у односу на град Рим.

### Остали суверени ентитети
Рим је јединствен град у свету по томе што садржи и два суверена ентитета. Једно од тих ентитета је Света столица која је политички и религијски ентитет који управља подручјем Ватиканског града („де факто“ енклава од 1870, а службено је тако признат од 1929), и која има вантериторијална права над неким палатама и црквама, већином у средишту града. У граду Риму налазе се амбасаде и за Италију и за Свету столицу.
Други ентитет чини Малтешки ред (итал. Sovrano Militare Ordine di Malta) који се склонио у Рим након што је Наполеон освојио Малту 1798. Овај ентитет нема своју посебну територију (што је често предмет расправа око његовог суверенитета), али има неколико вантериторијалних палата у средишту Рима.

### Међународни односи
Рим је важан град у погледу европске политичке и економске интеграције. Године 1957, овде су потписани Римски споразуми којима су основани Европска економска заједница (ЕЕЗ) која је претходница данашње Европске уније и Европска заједница за атомску енергију (Еуратом). Овде је потписан и договор о европском уставу у јулу 2004. Рим је такође и седиште важних међународних институција, као што је Организација за прехрану и пољопривреду (ФАО) Уједињених нација, а овде је формулиран и Римски статут међународног казненог суда.

## Становништво

### Античко доба
Рим је на почетку имао је површину од око 700 хектара и процењену популацију од 35.000 људи. Други извори сугеришу да је становништво било нешто мање од 100.000 од 600. до 500. године пре нове ере. Када је основана Република 509. године пре нове ере, попис је забележио 130.000 становника. Република је обухватала сам град и ближу околину. Други извори говоре о популацији од 150.000 500. године пре нове ере. Прешао је 300.000 150. п. н. е.
Величина града у време цара Августа је ствар спекулација, са проценама заснованим на дистрибуцији жита, увозу жита, капацитету аквадукта, границама града, густини насељености, пописним извештајима и претпоставкама о броју непријављених жена, деце. и робови који пружају веома широк спектар. Глен Стори процењује 450.000 људи, Витни Оутс процењује 1,2 милиона, Невил Морели даје грубу процену од 800.000 и искључује раније сугестије од 2 милиона. Процене о броју становника града варирају. А.Х.М. Џонс је средином петог века проценио популацију на 650.000. Штета изазвана отпуштањем можда је прецењена. Становништво је већ почело да опада од касног четвртог века па надаље, иако се око средине петог века чини да је Рим и даље био најнасељенији град у два дела Царства.
Према Краутхеимеру, још увек је било близу 800.000 400. године нове ере; опао је на 500.000 до 452. године, а смањио се на можда 100.000 500. године нове ере. После Готских ратова, 535–552, становништво се можда привремено смањило на 30.000. Током понтификата папе Гргура (590–604), можда је достигао 90.000, увећан избеглицама. Ланкон процењује да их има 500.000 на основу броја уписаних 'инцисија' који испуњавају услове за добијање оброка хлеба, уља и вина; број је пао на 120.000 у реформи 419. Нил Кристи, наводећи бесплатне оброке за најсиромашније, процењује се на 500.000 средином петог века и још четврт милиона на крају века.

### Модерно доба
Према процени, у граду је 2010. живело 2.761.477 становника.
| 330.      | 410.      | 530.      | 650.    | 1000.   | 1750.   | 1800.     | 1820.     | 1850.     | 1853.     | 1858.     | 1861.     |
| --------- | --------- | --------- | ------- | ------- | ------- | --------- | --------- | --------- | --------- | --------- | --------- |
| 1.000.000 | 400.000   | 100.000   | 20.000  | 20.000  | 156.000 | 163.000   | 139.900   | 175.000   | 175.800   | 182.600   | 194.500   |
| 1871.     | 1881.     | 1901.     | 1911.   | 1921.   | 1931.   | 1936.     | 1951.     | 1961.     | 1971.     | 1981.     | 1991.     |
| 212.432   | 273.952   | 422.411   | 518.917 | 660.235 | 930.926 | 1.150.589 | 1.651.754 | 2.188.160 | 2.781.993 | 2.840.259 | 2.775.250 |
| 2001.     | 2011.     | 2021.     |         |         |         |           |           |           |           |           |           |
| 2.663.182 | 2.617.175 | 2.770.226 |         |         |         |           |           |           |           |           |           |

Наведени подаци су процене све до 1858. Од 1861. до 2001. наведени су подаци из пописа становништва.
Прича о Риму као насељеном месту почиње око 800. п. н. е. удруживањем неколико мањих села чија је укупна насељеност била неколико стотина становника. Од тада је Рим у идућим вековима нарастао до милионског града, па је највероватније био највећи град на свету који је икад изграђен све до 19. века. Процене о броју становништва варирају, али се процењује да је град у врхунцу своје насељености имао од 450.000 па све до 3,5 милиона становника, а најреалније процене с којима се слажу већина историчара говоре о око један до два милина становника. Након пребацивања најважнијих функција царства у Цариград у 4. веку, и након пропасти Западног царства у 5. веку, број становника се континуирано смањивао, да би град 530. године имао око 100.000 становника.
У раном средњем веку Рим је у поређењу с данашњим временом са 20.000 становника био мањи град. Становништво града је стагнирало на око 50.000 или се чак смањивало све до ренесансе, и тако је град у 17. веку поновно досегао број од 100.000 становника. Када је Италијанско краљевство анексирало град 1870, он је имао већ око 200.000 становника.
За време фашистичке власти, режим је покушавао ограничити раст града, али је број становника свеједно досегао милион 1931. Након рата град се наставио ширити због индустријског развоја, па су 1950-их и 1960-их створене нове четврти и предграђа.
Процењује се да град данас има око 2,7 милиона становника, а да заједно са ширим подручјем града овде живи око четири милиона становника. По попису у општини живи 156.833 странаца, што је 6,2% становништва.

### Етничке припадности и стране мањине
Рим је италијанска општина са највећим бројем страних становника: од 31. децембра 2020. има укупно 356 573, што је 12,9% становништва Рима, број који је мало порастао од 2010. године, са економском кризом, док је пораст био значајан претходних година, са 169.000 у 2000. (6% становништва) на 346.000 у 2010. (12%), уз повећање од 126% између 2000. и 2018. године. Највеће заједнице су оне из следећих земаља:
- Румунија 75.305
- Филипини 40.413
- Бангладеш 33.975
- Кина 19.633
- Украјина 14.910
- Перу 12.062
- Индија 11.388
- Египат 11.044
- Шри Ланка 9.440
- Пољска 8.945

## Друштво

### Религија
У старом Риму најзаступљенија религија била је римска религија (итал. Religio Romana), заједно са римском митологијом који су се поштовали у разним култовима. Због вишекултурног карактера града, јављале су се и друге религије као митраизам и разни мистични култови. За време Римске републике јавља се и јудаизам, чији су следбеници често кроз историју затварани у римски гето. Слична судбина пратила је и следбенике хришћанства, чија се заједница врло рано јавља у граду, који су често били прогоњени. Упркос прогонима, хришћанство је до 4. века постало толико раширено, да га је на крају цар Константин I Велики легализовао 313. године, а 380. године цар Теодосије I Велики прогласио је хришћанство службеном религијом царства. Нешто касније, све остале религије су забрањене, па је тако и римска религија изумрла.
Рим је постао једно од средишта хришћанства (уз Антиохију, Александрију, Цариград и Јерусалим), а римски бискуп (папа) постао је надређени свим хришћанским бискупијама и вођа хришћана, сматрајући се наследником св. Петра који је, уз св. Павла мученички умро у Риму у 1. веку. Од легализације хришћанства 313. године, бројни римски цареви и патрицији значајним донацијама помагали су Цркву, чиме је она кроз време добила знатну политичку моћ. Након пада Западног царства 476. године, црква је мала све већи и већи политички утицај и власт над цивилним становништвом у Риму и околним подручјима. Временом, Рим је постао средиште Католичке Цркве и главни град папских држава. У периоду ренесансе у граду су изграђене бројне значајне цркве, укључујући базилику св. Петра на ватиканском брежуљку.
Папинство се прво налазило у Латеранској палати, а касније је премештено у Квириналску палату. Након што је Рим припојен Италијанском краљевству 1870, папа Пије IX повукао се у Ватикан и прогласио се заробљеником Савојске династије, што је изазвало дуготрајни сукоб између Католичке Цркве и Италије. Овај сукоб решен је 1929. Латеранским споразумима којим је Света Столица добила право управљања над Државом Ватиканског Града као самосталном државом.

#### Римокатолицизам
Рим, вековима ходочасничко одредиште за милионе верника, главни је центар католицизма у којем се налази држава Ватикан, којом управља римски бискуп, који је за потребе саме Цркве увек владајући папа. Из тог разлога се понекад назива главним градом две државе. Католичка религија римског обреда је такође тренутно најраспрострањенија међу становништвом, са око 82,0% становништва које је крштено овим исповедањем.

#### Друге религије
Поред католицизма, у Риму су распрострањени ислам и други хришћански култови; штавише, од касног републиканског доба у граду постоји велика јеврејска заједница. Конкретно, ту је валденска евангелистичка црква са валдензијским храмом на тргу Кавур, православље са црквом Санта Катерина Мартире и мормонизам са храмом Рима у Италији. Ислам има, као главно градско седиште, римску џамију (највећу џамију на Западу) у области Аква Ацетоза. Јудаизам има једну од највећих синагога у Европи, Темпио Мађоре у Риму, у зони гета.

### Језици и дијалекти
Латински је био први језик Рима; претрпео је исту еволуцију и трансформацију града: у почетку се говорио само у граду и на Латиум ветус (са мало дијалекатских варијација, на пример у Фалерији и Пренесте), претрпео је утицај етрурског и пре свега грчког. Касније је латински језик пратио ширење Рима на италијанском полуострву и широм царства, све док није, заједно са политичком институцијом, прошао кроз фазу опадања. У средњем веку је потврђен као званични језик Римске цркве и као културни и интернационални језик западне Европе.
Оно што се данас подразумева под римским дијалектом (Романеско) је лингвистички код веома сличан италијанском, толико да се често сматра више „говорним“ (акцентом) него дијалектом. Типолошки се може сматрати дијалектом у англо-француском смислу, али не и у италијанском смислу.
Спада у групу медијанских дијалеката, али се од њих разликује по неким типично тосканским особинама, распрострањеним у граду током ренесансе од тада упадљивих (и веома богатих) тосканских нација стационираних у Риму и код папског двора. Због тога се његова граматика мало разликује од италијанске, која је заснована управо на тосканском, а говорник италијанског може лако да разуме велики део говора на римском дијалекту. Нарочито код говорника који припадају нижим класама, римски дијалекат има изразито изузетно богатство израза и идиома, у сталном развоју. Све више се повећава дистанца која одваја савремену варијанту Романеска од оне освештане у класичној дијалекатској књижевности (Белијевој).
Старији облик римског дијалекта који се употребљавао у средњем веку био је јужноиталијански дијалект, који је био врло сличан напуљском дијалекту. Утицај фирентинске културе за време ренесансе, и пресељавање многих Фирентинаца у Рим (укључујући и папе из породице Медичи, Лава X и Клемента VII) узроковали су многе промене у дијалекту, који је више почео личити тосканским језичким верзијама. Овај дијалект већином се употребљавао само у Риму све до 19. века, али се од 20. века проширио на остала подручја Лација захваљујући расту римског становништва и бољој саобраћајној повезаности. Римски дијалект одржавају и бројна књижевна дела која су на њему написана. Познатији аутори који су писали на овом дијалекту су Ђузепе Ђоакино Бели, Трилуса и Чезаре Паскарела. Модернији римски дијалект умногоме промовишу филмски глумци као што су Алдо Фабрици, Алберто Сорди, Нино Манфреди, Ана Мањани, Ђиђи Пројети, Енрико Монтесано и Карло Вердоне.

### Традиције и фолклор
Једна од главних прослава римске народне традиције био је, од петнаестог до деветнаестог века, римски карневал, који је општина Рим обновила, додуше у потпуно другачијем облику, 2010. Његово порекло сеже у Сатурналије антике. Рим карактерише јавна забава, игре и маскенбали. Карневалске игре су се одржавале од 10. века на планини Тестачо; неколико векова касније, папа Павле је одлучио да се карневал одржи у Виа Лата, сада виа дел Корсо. Међу типичним маскама римског карневала су Ругантино, Мео Патака и генерал Манађа Ла Рока.

## Туризам
Рим је данас једна од најважнијих туристичких дестинација света, због несагледиве неизмерности свог археолошког и уметничког блага, као и због шарма јединствене традиције, лепоте његових панорамских погледа и величанствености његових „вила“ (паркови). Међу најзначајнијим ресурсима су многи музеји – Музеји Капитолини, Ватикански музеји и Галерија Боргезе и други посвећени модерној и савременој уметности – аквадукти, фонтане, цркве, палате, историјске зграде, споменици и рушевине Римског форума и катакомбе. Рим је трећи најпосећенији град у ЕУ, после Лондона и Париза, и прими у просеку 7–10 милиона туриста годишње, што се понекад удвостручи током светих година. Колосеум (4 милиона туриста) и Ватикански музеји (4,2 милиона туриста) су 39. односно 37. најпосећенија места у свету, према недавном истраживању.
Рим је главно археолошко средиште и један од главних светских центара археолошких истраживања. У граду се налазе бројни културни и истраживачки институти, као што су Америчка академија у Риму, и Шведски институт у Риму. Рим садржи бројне античке локације, укључујући Форум Романум, Трајанову пијацу, Трајанов форум, Колосеум и Пантеон, да споменемо само неке. Колосеум, вероватно једно од најпознатијих римских археолошких налазишта, сматра се светским чудом.
Рим садржи огромну и импресивну колекцију уметности, скулптура, фонтана, мозаика, фресака и слика, из свих различитих периода. Рим је први пут постао велики уметнички центар током старог Рима, са облицима важне римске уметности као што су архитектура, сликарство, скулптура и мозаик. Метални радови, кованице и гравирање драгуља, резбарије у слоновачи, стакло за фигурице, грнчарија и илустрације књига сматрају се „мањим“ облицима римског уметничког дела. Рим је касније постао главни центар ренесансне уметности, пошто су папе трошиле огромне суме новца на изградњу грандиозних базилика, палата, трга и јавних зграда уопште. Рим је постао један од главних европских центара ренесансног уметничког дела, други после Фиренце, и способан да се пореди са другим великим градовима и културним центрима, као што су Париз и Венеција. Град је био под великим утицајем барока, а Рим је постао дом бројних уметника и архитеката, као што су Бернини, Каравађо, Карачи, Боромини и Кортона.

Крајем 18. века и почетком 19. века, град је био један од центара Гранд Тура, када су богати, млади енглески и други европски аристократи посетили град да упознају древну римску културу, уметност, филозофију и архитектуру. Рим је угостио велики број неокласичних и рококо уметника, попут Панинија и Бернарда Белота. Данас је град велики уметнички центар, са бројним уметничким институтима и музејима.

## Култура

### Уметност
Рим се данас сматра једним од најважнијих градова уметности на свету; на његовој територији налазе се дела која сведоче о свим цивилизацијама које су га настањивале у разним епохама, од римских дела до средњовековних, ренесансних, барокних, романтичарских и савремених: из тог разлога је град који има више споменика у свету.
Римска уметност била је под снажним утицајем две различите културне струје: италске културе (посебно етрурске) и хеленистичке грчке културе; Римљани, међутим, нису придавали велики значај свету уметности, који се сматрао узроком кварења mos maiorum.

### Забава и сценска уметност
Рим је важан центар за музику и има интензивну музичку сцену, укључујући неколико престижних музичких конзерваторијума и позоришта. У њему се налази Национална академија Санта Сесилија (основана 1585. године), за коју су изграђене нове концертне сале у новом Parco della Musica, једном од највећих музичких простора на свету. Рим такође има оперску кућу, Театро дел'Опера ди Рома, као и неколико мањих музичких институција. Град је такође био домаћин такмичења за Песму Евровизије 1991. и МТВ европских музичких награда 2004. године.
Рим је такође имао велики утицај на историју музике. Римска школа је била група композитора претежно црквене музике, који су били активни у граду током 16. и 17. века, дакле обухватајући доба касне ренесансе и раног барока. Термин се такође односи на музику коју су произвели. Многи од композитора су имали директну везу са Ватиканом и папском капелом, иако су радили у неколико цркава; стилски су често у супротности са венецијанском школом композитора, паралелним покретом који је био много прогресивнији. Далеко најпознатији композитор римске школе је Ђовани Пјерлуиђи да Палестрина, чије се име већ четири стотине година везује за глатко, јасно, полифоно савршенство. Међутим, у Риму су радили и други композитори, и то у различитим стиловима и облицима.
Између 1960. и 1970. Рим се сматрао „новим Холивудом” због многих глумаца и редитеља који су тамо радили; улица Via Vittorio Veneto се претворила у гламурозно место где су се могли видети познати људи.

### Образовање
Рим је национални и велики међународни центар за високо образовање, који садржи бројне академије, факултете и универзитете. Има велики избор академија и колеџа, и одувек је био велики светски интелектуални и образовни центар, посебно током старог Рима и ренесансе, заједно са Фиренцом. Према Индексу брендова градова, Рим се сматра другим историјским, образовним и културно занимљивијим и најлепшим градом на свету.
Рим има много универзитета и колеџа. Његов први универзитет, Ла Сапијенца (основан 1303, ит. Università degli Studi di Roma "La Sapienza"), један је од највећих на свету, са више од 140.000 студената који га похађају; 2005. године рангиран је као 33. најбољи универзитет у Европи, а 2013. године Универзитет Сапиенза у Риму је рангиран као 62. у свету и на врху у Италији на својој светској ранг листи универзитета. и рангиран је међу 50 европских и 150 најбољих колеџа у свету. Да би се смањила претрпаност Ла Сапијенце, током последњих деценија основана су два нова јавна универзитета: Тор Вергата 1982. и Рома Тре (Трећи Римски Универзитет) 1992. У Риму се налази и LUISS School of Government, најважнији италијански универзитет у области међународних односа и европских студија, као и LUISS Business School, најважнија италијанска пословна школа. Рим ISIA је основана 1973. године од стране Ђулија Карла Аргана и најстарија је институција у Италији у области индустријског дизајна.
У граду се налази и велики број папинских универзитета укључујући Универзитет св. Томе Аквинског и Грегоријански универзитет (најстарији исусовачки универзитет на свету из 1551).
Овде се такође налазе бројни приватни универзитети као ЛУМСА, Католички универзитет Светог Срца, ЛУИСС, Европски институт за дизајн, Универзитет Ђованија Кабота, ИУСМ, Амерички универзитет у Риму и многи други универзитети.

### Мода
Рим је такође широко познат као светска престоница моде. Иако није толико важан као Милано, Рим је четврти најважнији центар за моду у свету, после Милана, Њујорка и Париза, и победивши Лондон.
Главне луксузне модне куће и ланци накита, као што су Валентино, Булгари, Фенди, Лаура Бјађоти, Бриони и Ренато Балестра, имају седиште или су основани у граду. Такође, друге велике марке, као што су Гучи, Шанел, Прада, Долче & Габана, Армани и Версаће, имају луксузне бутике у Риму, првенствено дуж његове престижне и луксузне улице Via dei Condotti.

### Музика
Рим је важан музички центар. У њему се налази Национална академија Санта Чечилија (основана 1585) за коју су изграђене нове концертне дворане у Парку музике („Parco della Musica“). У Риму се налази и опера Teatro dell'Opera di Roma, и више мањих музичких институција. Рим је био град домаћин Песме Евровизије 1991. и МТВ европских музичких награда 2004.

### Кухиња
Римска кухиња се, почев од средњег века, делила на папску, која се конзумирала на папском двору, и народну, која је сазрела до данашњих дана. Ово последње се заснива на једноставним, али укусним састојцима, на употреби ароматичног биља, остатака и изнутрица, масти, уља и млевеног меса на бази масти, сланине и шунке.
Међу типичним јелима су печена јагњетина, воловски реп, коратела, ригатони са пајатом, салтимбока, воловска трипица, артичоке у римском стилу, аматрицијана, карбонара, качо и бибер, пангјало, бела пица и јеврејско-римска јела (укључујући јеврејски стил артичоке и калцоники).
Касније, током ренесансе, Рим је постао познат као центар високе кухиње, пошто су неки од најбољих кувара тог времена радили за папе. Пример за то је био Бартоломео Скапи, који је био кувар који је радио за Пија IV у ватиканској кухињи, а славу је стекао 1570. када је објављена његова куварска књига Opera dell'arte del cucinare. У књизи он наводи око 1000 рецепата ренесансне кухиње и описује технике кувања и алате, дајући прву познату слику виљушке.
Тестачо, римско трговачко и кланичко подручје, често је било познато као „трбух” или „кланица” Рима, а настањивали су је месари, или вачинари. Старомодни coda alla vaccinara (волов реп куван на начин месара) је и даље један од најпопуларнијих оброка у граду и део је већине јеловника римских ресторана. Јагњетина је такође веома популаран део римске кухиње, а често се пече са зачинима и зачинским биљем.
У модерном добу, град је развио своју кухињу, засновану на производима оближње Кампање, као што су јагњетина и поврће. Паралелно, римски Јевреји – присутни у граду од 1. века пре нове ере – развили су сопствену кухињу, јеврејско-римску кухињу. Примери римских јела укључују saltimbocca alla romana - телећи котлет, на римски начин, преливен сировом шунком и жалфијом и крчкан белим вином и путером; carciofi alla romana - артичоке на римски начин, са уклоњеним спољним листовима, пуњеним наном, белим луком, презлама и динстаним; carciofi alla giudia - артичоке пржене у маслиновом уљу, типичне за римско јеврејско кување, са уклоњеним спољним листовима, пуњеним наном, белим луком, презлама и динстаним; spaghetti alla carbonara - шпагети са сланином, јајима и пекорином; и gnocchi di semolino alla romana, њоке на римски начин - кнедле од гриза, на римски начин.

### Филм
У Риму се налази филмски студио Чинечита, највећа филмска и телевизијска продукција у континенталној Европи и центар италијанске кинематографије, где се снимају многи од највећих хитова данашњице на благајни и укључујући многе класичне епове као што су Бен Хур и Клеопатра.
Чинечиту је отворио Мусолини у априлу 1937. са намером да кроз биоскоп промовише Италију и актуелне фашистичке идеале. Комплекс, на југоистоку Рима, дизајниран је као комплетан центар производње, са објектима који покривају све од обуке, преко производње филмова до постпродукције. У року од шест година, скоро 300 филмова снимљено је у новим студијима, уз помоћ Алфијеријевог закона, уведеног 1939. године, који је осмишљен да помогне домаћој филмској продукцији. Савезници су га бомбардовали током рата, а сам студио се од тог времена највише повезује са редитељем Федериком Фелинијем.
Чинечита је приватизован средином 1990-их, а сада је домаћин многих телевизијских продукција, као и филмова. Студио је затворен за јавност, иако се повремено отвара за обиласке. Постоје планови да се у неком тренутку у блиској будућности отвори комплетна студијска турнеја, заједно са тематским парком под називом Чинечита Свет.

### Музеји
Најстарији музеји у Риму су Капитолски музеји из 1471. који се налазе на Капитолу, и који уз Ватиканске музеје садрже највеће и најважније уметничке колекције у граду. У Националном римском музеју, смештеном на четири локације, чувају се важне римске уметнине, као и предмети из Старе Грчке и Египта.
У Вили Ђулији, летњиковцу папе Јулија II која је изграђена средином 16. века, налази се колекција древне етрурске уметности. У близини се налази парк Вила Боргезе и у њему знаменита галерија. У њој се налази већина уметнина из колекције породице Боргезе.
Важне галерије слика налазе се у палатама Дорија Памфили, Колона и Барберини, а у Венецијанској палати налазе се уметнички предмети од ранохришћанског раздобља до ренесансе.

### Медији
|  |  | - национално средиште - национално средиште - национално средиште |

## Спорт

### Фудбал
Фудбал је најпопуларнији спорт у Риму, као и у остатку земље. Град је био домаћин финалних утакмица Светског првенства у фудбалу 1934. и 1990. године. Потоњи је одржан на стадиону Олимпико, који је уједно и заједнички домаћи стадион за локалне клубове Серије А С.С. Лацио, основан 1900. године, и А.С. Рома, основан 1927. године, чије је ривалство у римском дербију (итал. derby della Capitale) постало саставни део римске спортске културе. Фудбалери који играју за ове тимове и који су такође рођени у граду имају тенденцију да постану посебно популарни, као што је био случај са играчима као што су Франческо Тоти и Данијеле Де Роси (за А.С. Рому) и Алесандро Неста (за С.С. Лацио).
Ово ривалство не само да је једно од најјачих ривалстава два клуба у Италији, већ и у свету. Препуне трибине, инциденти, насиље и расистички транспаренти карактеристични су за ове мечеве. За време једне од дерби утакмица током сезоне 1979/80 убијен је Виченцо Папарели, навијач Лација. Папарелија је један навијач Роме погодио бакљом у главу.

Ривалство ова два клуба је на неки начин је подстакнуто културолошким разликама између две групе навијача. Навијачи Лација обично долазе из богатијих делова северних области Рима, као што су Париоли, Прати, Фламинио, Касија и Монте Марио. Навијачи Роме, с друге стране, обично долазе из градских средина Рима, посебно из округа Тестаћо. Навијачи Роме имају репутацију да су насилнији од навијача Лација, будући да су претходно били умешани у насилне сукобе са навијачима енглеских екипа попут Ливерпула, Манчестер јунајтеда и Арсенала. Лацијеви навијачи, с друге стране, били су познати као Irriducibili Lazio и имају тенденцију да креирају величанствене кореографије када се клубови састану. Негују  пријатељски однос са присталицама Интера из Милана. За разлику од Роме, Лацио до данас није најавио никакве планове или жеље да напусти стадион Олимипико.

### Кошарка
Даље, Рим је био домаћин Евробаскета 1991. и дом је међународно признатог кошаркашког тима Виртус Рома.

### Остали спортови
Сваког маја, Рим је домаћин тениског турнира АТП Мастерс серије на земљаним теренима Форо Италико. Рекордер по броју освојених мастерса у Риму је шпански тенисер Рафаел Надал, који га је освојио десет пута. Бициклизам је био популаран у периоду после Другог светског рата, иако је његова популарност избледела. Рим је три пута био домаћин финалног дела Ђиро д'Италије, 1911, 1950. и 2009. Рим је такође дом других спортских тимова, укључујући одбојку (М. Рома Волеј), рукомет или ватерполо.
Рагби унија добија на популарности. Стадион Фламинио је до 2011. године био домаћи стадион за репрезентацију Италије у рагбију, која од 2000. игра на првенству шест нација. Тим сада игра домаће утакмице на стадиону Олимпико јер су стадиону Фламинио потребни радови како би се побољшати капацитет и сигурност. Рим је дом локалних рагби тимова као што су Рагби Рома (основан 1930. и победник пет италијанских првенстава, последњег 1999–2000), Унионе Рагби Капитолина и С.С. Лацио 1927 (рагби огранак мултиспорт клуба С.С. Лазио).

### Олимпијске игре
Рим је био домаћин Летњих олимпијских игара 1960. са великим успехом, користећи многа античка места као што су Вила Боргезе и Каракалине терме као места одржавања. За Олимпијске игре изграђени су многи нови објекти, посебно нови велики олимпијски стадион (који је затим проширен и обновљен за неколико утакмица и финала ФИФА Светског првенства 1990), Стадион Фламинио, Вилађо Олимпико (Олимпијско село, створено да угости спортисте и преуређено након игара као стамбени кварт), Рим је дао понуду за домаћина Летњих олимпијских игара 2020, али је повучена пре истека рока за досије кандидата.

## Привреда
Због своје управне важности (државне, регионалне, покрајинске и општинске) и због развијености технологије, комуникација и услужног сектора, Рим је економски најзначајнији град у Италији. Производи око 6,7% националног БДП-а (што је више од било ког града у земљи), а због економског раста од 4,4% тај удео се повећава, и Рим има највећи раст од било ког града у земљи. Тек након Другог светског рата град економски почиње премашивати остале економски снажне градове у Италији, као што су Напуљ и Милано. Економска најважнија делатност у Риму је туризам, паје град у том погледу један од најзанимљивијих у Европи. У том подручју се такође бележи снажан раст; 2005. године град је посетило 19,5 милиона туриста, што је пораст од 22,8% наспрам 2001. године.
Од индустријских производа у граду се производи текстил и сувенири за туристе, а у новије време развијене су и прехрамбена, фармацеутска, машинска, папирна и метална индустрија. Значајно је и банкарство, као и електронска и ваздушна индустрија. Због историјско важних локација, град је важан и у светској филмској индустрији, па је тиме и национално филмско средиште. Бројна међународна компанијска седишта, конференцијски центри и сл. налазе се у пословним деловима града.

### Саобраћај
Рим има три аеродрома. Два од њих су у власништву друштва Аеропорти ди Рома (АДР). Аеродроми су:
- Међународни аеродром Леонардо да Винчи или Рим-Фјумичино је највећи и главни аеродром у Италији и врло важна европска ваздухопловна лука. Налази се у оближњој општини Фјумичино југозападно од Рима.
- Међународни аеродром Ђован Батиста Пастине или Рим-Чампино је цивилни и војни аеродром близу општине Чампино. Највише га користе нискобуџетне и чартер авио-компаније за своје цивилне летове.
- Аеродром Рим-Урбе смештен на шест километара од градског средишта, већином га користе приватни авиони и хеликоптери.

Аеродром Ченточеле у источном делу града се више не користи у ваздухопловном саобраћају, па је највећим делом претворена у јавни парк.
Рим је важно седиште италијанских железница. Прва железница у Риму, а друга у Италији била је пруга Рим-Фраскати која је отворена 14. јула 1856. Главне железнички правци су: тиренски (Рим-Ђенова, уз пут Аурелија), северни (Рим-Фиренца-Болоња), јадрански (Рим-Пескара, уз пут Тибуртина, и Рим-Анкона) и јужни (Рим-Напуљ, уз пут Апија). Године 2006, отворена је нова брза пруга између Рима и Напуља на којој возови могу постићи брзину и до 300 km на сат.
Главна римска станица је Рома Термини која је отворена 1863. Ово је најпрометнија станица у Италији са око 600.000 путника дневно. У склопу станице налази се велики трговачки центар „Форум Термини”. Друга по величини станица је Рома Тибуртина који служи за брзе возове. Остале веће станице су Рома Остијенсе, Рома Трастевере и Рома Тусколана.
Римски метро има две линије метроа које су отворене 1955. (линија Б, тј. плава) и 1980. (линија А, тј. наранчаста) које саобраћају смером северозапад-југоисток (линија А) и североисток-југ (линија Б). Укупна дужина система је 38 km. Ове две линије секу се само на једном месту, на станици Рома Термини. Три станице линије Б (Пирамиде, Базилика ди Сан Паоло и ЕУР Маљана) заједничке су са станицама железнице Рим-Лидо. Наставак линије Б (линија Б1) се гради и сматра се да ће се отворити 2010. Ова линија од пет километара и пет станица саобраћати ће на подручју на којем живи око пола милиона људи, па ће се са линијом Б спајати на Болоњском тргу. Тренутно се гради и нова линија Ц која ће саобраћати у правцу исток-северозапад и која ће бити дугачка 34 km и имати 39 станица. У плановима је тренутно и линија Д која би требало да саобраћа у правцу север-југ.
Систем јавног превоза градске надземне железнице састоји се од 40-так железничких станица. Највеће су Рома Тибуртина, Рома Остијенсе, Рома Трастевере и Рома Тусколана. На неким станицама саобраћају и регионални возови. За градску железничку мрежу вреди иста карта као и за метро и АТАК-ову саобраћајну мрежу. Од станице Рома Термини железница вози до аеродрома Фјумичино („Леонардо Експрес”).
Систем јавног градског превоза састоји се и од мреже аутобуса, трамваја и тролејбуса (враћен у употребу 2005) којима управља АТАК. Општинско друштво за јавни превоз основано је 1929. као „Azienda Tramvie ed Autobus del Governatorato (А. Т. А. Г.)”, и деценијама је било једино друштво које је управљало јавним превозом града и које је апсорбовало остала мања приватна предузећа. Временом су трошкови управљања нарасли због ширења града, па је ово друштво 2000. претворено у дионичарско друштво. Данас АТАК управља са 339 линија са 2.760 возила на подручју од 2.152 km, а годишње аутобусима превезе 932 милиона путника.
Због саобраћајних загушења које су узроковали аутомобили у центру града је уведена забрана вожње током радног дана од 6 до 18 сати. Ово подручје зове се Зона ограниченог саобраћаја (Zona a Traffico Limitato). Велике ноћне гужви викендима изазване бурним ноћним животом града имале су за последицу стварање нових ноћних зона ограниченог саобраћаја у неким деловима града. Након изградње подземних гаража, на већини градских улица паркирање се наплаћује.

## Међународни односи

### Побратимљени градови
Од 9. априла 1956. Рим је искључиво и реципрочно побратимљен само са:
- Париз,  Француска (1956).
- "Само је Париз вредан Рима; само је Рим вредан Париза."
-
-.[155][156][157]

### Партнерски градови
Рим има потписане партнерске споразуме са:
- Ачакачи, Боливија
- Алжир, Алжир[159]
- Пекинг, Кина[160][161]
- Београд, Србија[159]
- Бразилија, Бразил[159]
- Буенос Ајрес, Аргентина
- Каиро, Египт[159]
- Синсинати, САД
- Кијев, Украјина[159]
- Кобани, Сирија[162]
- Краков, Пољска[163]
- Мадрид, Шпанија[164]
- Мултан, Пакистан[165]
- Њујорк, САД[166]
- Пловдив, Бугарска[159]
- Сеул, Јужна Кореја[167][168]
- Сиднеј, Аустралија[159]
- Тирана, Албанија[169][170]
- Токио, Јапан[171]
- Тонгерен, Белгија[159]
- Тунис, Тунис[172]
- Вашингтон, САД[173]

## Симболи и почасти

### Симболи
Опис грба општине Рим садржан је у првом члану општинског статута:
| „ | „Амблем општине чини штит у облику игле, љубичасте боје, са златним грчким крстом, постављеним на челу са десне стране, а затим златним великим словима S. P. Q. R. постављеним у тракама и степеницама, на врху са круна од осам златних флорона, од којих је пет видљиво" | ” |

Други симболи Рима, поред општинског грба, су капитолијска вучица, бронзана статуа која приказује легендарну вучицу која је дојила два близанца Ромула и Рема; Колосеум, највећи амфитеатар у римском свету, признат 2007. као једно од седам светских чуда модерног света (јединствен у Европи); Куполоне, купола базилике Светог Петра у Ватикану, која доминира целим градом и симболизује хришћански свет. Симбол града у древним временима био је царски орао, војна слика, током средњег века то је био лав, животињски амблем надмоћи.
Мото града је SPQR, на латинском Senatus PopulusQue Romanus (Сенат и римски народ), који је у античко доба означавао две класе које су биле темељ римског друштва, патриција и плебејаца.

### Почасти
Град Рим је:
- четврти међу 27 градова одликован златном медаљом као „заслужни за национални Рисорђименто“, за високо патриотске акције које је град спровео у периоду Рисорђиментa.

| Изглед медаље | Назив на српском језику                             | Назив на италијанском језику                              | Разлог | Датум            |
| ------------- | --------------------------------------------------- | --------------------------------------------------------- | --- | ---------------- |
|               | Медаља заслужним градовима Националног Рисорђимента | Medaglia alle Città Benemerite del Risorgimento Nazionale | "У знак сећања на херојске акције које су извршили римски грађани и римске трупе у походу 1848. и у одбрани Рима 1849. Припремљена уочи наставка рата против Аустрије, побуна је избила тог дана. Предвођени Титом Сперијем – који би 1853. године био обешен у Белфиореу – устаници су заузели град, али су, на крају жестоког отпора који је Бреши донео надимак „Италијанска лавица“, морали су да се предају Аустријанцима 2. априла." | 21. април 1898.  |
|               | Златна медаља за војничку храброст                  | Medaglia d'oro al valor militare                          | "У славном поподневу националног Рисорђимента 9. фебруара 1849. најбоља италијанска омладина трчала је да гине на трибинама републиканског Рима, инспирисана неуморним апостолом јединства Ђузепеом Мацинијем и предвођена националним херојем Ђузепеом Гарибалдијем. Рим се борио у против жестоких трупа четири војске, док је Уставотворна скупштина донела законе под паљбом, обнављајући у кратком, али блиставом периоду војничку славу и грађанске врлине на којима је прошарана миленијумска историја Вечног града. За чудесну епопеју из 1849. Рим је поново постао центар и пламен италијанских нада, указујући на пут ка националном искупљењу. У стогодишњици херојских догађаја, на Капитолинском брду где се вијори барјак Републике, Римљани, који су у трагедији Отаџбине, проживели незаборавне сате мучеништва и искупљења, сажимају завете, херојства, жртве свих градова које сте покушали али не поколебали несрећом, сарађивали у откупу Италије. 1849 - 1949."                                           | 7. фебруар 1949. |
|               | Златна медаља за војничку храброст                  | Medaglia d'oro al valor militare                          | "Вечни град, центар и душа италијанских нада у кратком и изванредном времену Друге римске републике, 271 дан се супротстављао окупацији непријатеља са веома тешким страдањима. Неколико пута у свом миленијумском постојању Рим је претрпео бес освајача, али никада као у то време његов народ није показао јединство, храброст, одлучност. У снажном отпору цивила и војника на Порта Сан Паоло, у трагичним хајкама Јевреја и у Квадрару, у мученичкој смрти Фосе Ардеатине и Форте Бравета, у безобзирним акцијама партизанског герилског рата, у стоичкој издржљивости најокрутнијих мучења у затворима Виа Тасо и од најнеселективнијих егзекуција, у веома тешким разарањима претрпљеним, партизани, патриоте и цело становништво искупили су Италију од фашистичке диктатуре и нацистичке окупације. Поносни пример херојства за све окупиране градове и села, Рим је започео Отпор и национално-ослободилачки рат у својој историјској и политичкој мисији као престоница Италије. 9. септембар 1943. – 4. јун 1944.“ | 16. јул 2018.    |